# Jakob Danner

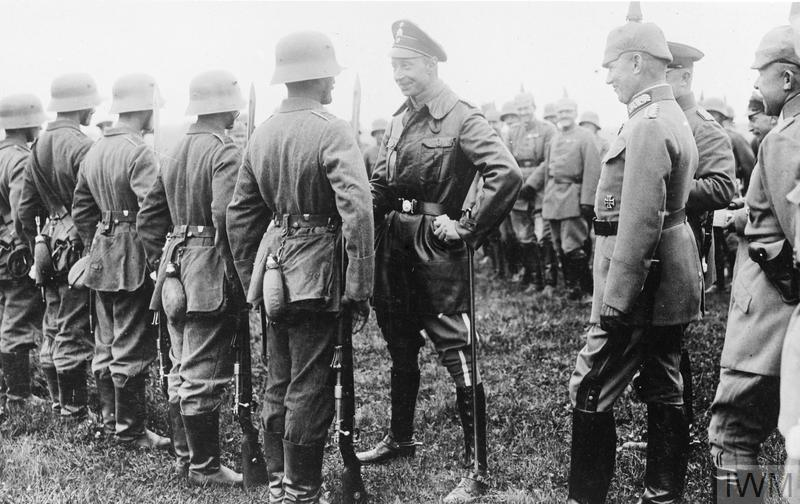
El príncipe heredero Wilhelm inspeccionando las tropas alemanas en Charleville, el 20 de julio de 1917. A su izquierda está el general de división Danner.

Jakob Ritter von Danner (7 de agosto de 1865 - 28 de diciembre de 1942) fue un general bávaro en el Ejército imperial alemán y en la Reichswehr. Como comandante de la guarnición de Múnich de la Reichswehr, fue una figura central en poner fin al Putsch de la Cervecería intentado por Adolf Hitler y el partido nazi en 1923.

## Biografía
Nacido como Jakob Danner, fue comisionado como Teniente en el Real Ejército bávaro el 7 de julio de 1886. Promovido a Oberleutnant (Teniente 1.º) el 6 de noviembre de 1894 y a Capitán el 28 de octubre de 1901; sirvió en las fuerzas expedicionarias alemanas enviadas a China durante la Rebelión de los bóxers, donde ganó la 4.ta Clase con Espadas, de la Orden del Mérito Militar de Baviera; la 4.ta Clase con Espadas, de la Orden de la Corona de Prusia; y la 3.ra Clase con Decoración de Guerra, de la Cruz al Mérito Militar de Austria.

## Carrera militar
Danner fue promovido a Mayor el 7 de marzo de 1910 y, al inicio de la Primera Guerra Mundial comandó el 2.do Batallón del 7.mo Real Regimiento bávaro de Infantería "Prinz Leopold". El 29 de diciembre de 1914, tomó el mando del recién formado 18.vo Regimiento bávaro de Infantería de Reserva (Bayerisches Reserve-Infanterie-Regiment Nr. 18). Comandó dicho regimiento, excepto durante breves respiros, hasta julio de 1918. Durante la guerra, fue otra vez condecorado por su valor. El 22 de diciembre de 1914 le fue otorgada la 3.ra Clase, con Espadas, de la Orden del Mérito Militar de Baviera; seguida de la 3.ra Clase, con Corona y Espadas, el 29 de enero de 1917; y la Cruz de Oficial con Espadas el 26 de septiembre de 1917. Recibió ambas la 1.º y 2.º Clases de la Cruz de Hierro y la Cruz del Caballero con Espadas de la Orden de Casa Real de Hohenzollern de Prusia. Austria-Hungría le otorgaron la 3.ra Clase con Decoración de Guerra de la Orden de la Corona de Hierro. Fue herido varias veces, y fue reconocido por ello con la Placa de Plata al Herido.
Por su valor durante el 1 de diciembre de 1916, el entonces teniente coronel Danner fue condecorado con la Orden Militar de Max Joseph, el honor militar bávaro más alto, el 1 de septiembre de 1917. Para un plebeyo bávaro, el ser premiado con esta orden de caballería le confería nobleza, y Danner recibió su patente de nobleza de manos del Rey de Baviera el 20 de septiembre de 1917, adquiriendo el título de "Ritter von" (caballero de).
Desde el 6 de julio al 15 de septiembre de 1918, el coronel Ritter von Danner comandó la 12.da Brigada de Infantería de la Reserva bávara. Tomó mando de la 21.ra Brigada de Infantería bávara el 5 de octubre, que él dirigió hasta el final de la guerra y durante 1919. Desde mediados de 1919 hasta el 30 de septiembre de 1920, comandó la Brigada N° 24 de la Reichswehr en Núremberg.
El 1 de octubre de 1920, el coronel Ritter von Danner tomó el mando de la Guarnición de la ciudad de Múnich (Stadtkommandantur München) y pronto fue promovido a Generalmajor. Él llevó este comando, que implicó también el servir como subcomandante de VII Wehrkreis, hasta retirarse el 31 de julio de 1925 con el grado de Generalleutnant. Fue durante este periodo en el que el Partido Nazi, bajo la jefatura de Adolf Hitler y sus aliados, intentó un golpe de estado para derrocar el gobierno bávaro. El general Ritter von Danner reaccionó deprisa, poniendo a las tropas en alerta y actuando para asegurar que el comandante de VII Wehrkreis, que controlaba todas las tropas en Baviera, no apoyara el intento de putsch o vacilara ante él. Tres días después del fracaso del Putsch de Múnich, Hitler fue arrestado y acusado de traición.

## Condecoraciones y premios
- Orden del Águila Roja, 4.ta Clase
- Cruz de Hierro de 1914, 1.ra  y 2.da Clases
- Orden de la Corona, 4.ta Clase con Espadas (Prusia)
- Cruz del caballero de la Orden de la Casa Real de Hohenzollern con Espadas
- Placa de herido (1918) en Plata
- Cruz del caballero de la Orden Militar de Max Joseph
- Cruz del Oficial de la Orden al Mérito Militar con Espadas y Corona (Baviera)
- Medalla al Servicio, 1.ra Clase (Baviera)
- Orden de la Corona de Hierro, 3.ra Clase con Decoración de Guerra (Austria)
- Cruz al Mérito Militar, 3.ra Clase con Decoración de Guerra (Austria-Hungría)